# Yann Robin
Pour les articles homonymes, voir Robin.
 (janvier 2024).
Œuvres principales
- Art of Metal
- Inferno

Yann Robin né le 12 février 1974 à Courbevoie, est un compositeur français de musique contemporaine.

## Biographie
Yann Robin commence ses études musicales à Aix-en-Provence, en France. Il entre par la suite dans la classe de jazz du conservatoire national de région de Marseille et intègre parallèlement la classe de composition de Georges Bœuf. Au Conservatoire national supérieur de musique et de danse de Paris, il obtient un premier prix de composition dans la classe de Frédéric Durieux et d'analyse dans celle de Michaël Levinas. Il devient boursier de la Fondation Meyer, reçoit un prix de l'Académie des Beaux-Arts ainsi que de la Fondation Salabert et la Sacem lui décerne le Grand Prix de la Musique Symphonique en 2011. 
De 2006 à 2008, il suit les deux années de cursus informatique de l'Ircam.

## Œuvres

### Musique d'orchestre
- 2004, 4'33dB pour orchestre
- 2003, Les Couleurs du Temps pour orchestre d'harmonie
- 2005, Polycosm, pour 5 instruments traditionnels et orchestre
- 2008, Dementia Praecox pour grand orchestre
- 2013, Monumenta pour grand orchestre
- 2015, Ashes pour grand orchestre
- 2016, Quarks pour violoncelle et grand orchestre
- 2025 : Hymne à l'océan, pour grand chœur mixte et orchestre symphonique, commande de l'opéra de Nice à l'occasion de l'Année de la mer dans le cadre de la 3e Conférence des Nations unies sur l'océan accueillie à Nice en 2025[1].

### Musique d'ensemble
- 2004, Mnemosyne pour alto et seize instruments
- 2005, Les Histoires parallèles pour 15 instruments
- 2006, Art of metal pour clarinette contrebasse métal et 17 musiciens
- 2006, Mosaïcos pour 11 cordes
- 2007, Art of metal III pour clarinette contrebasse métal et ensemble
- 2008, Countdown pour ensemble
- 2008, Titans pour 12 percussions
- 2009, Cinq Microludes pour saxophone soprano et électronique
- 2009, Vulcano pour ensemble
- 2012, Backdraft pour ensemble
- 2014, Asymétriades pour contrebasse et ensemble
- 2015, Arkham pour grand ensemble
- 2015, Unza Danza pour petit ensemble
- 2017, Eclat pour petit ensemble
- 2018, Übergang pour ensemble
- 2018, Übergang II pour ensemble

### Musique de chambre
- 2004, Phigures pour clarinette, violon, violoncelle et piano
- 2005, Chants contre champs pour cor anglais, trombone et clarinette contrebasse
- 2006, Phigures II pour clarinette, violon, violoncelle, piano, vibraphone
- 2006, Schizophrenia pour clarinette sib et saxophone soprano
- 2010, DJ-M pour clarinette basse et violoncelle
- 2011, Breathless pour fagott et clarinette contrebasse
- 2011, Con fuoco pour violoncelle et piano
- 2011, Quatuor à cordes n°2 Crescent Scratches
- 2012, Extraction pour clarinette contrebasse et 2 clarinettes basses
- 2014, Fterà pour clarinette basse, piano et alto
- 2015, Quatuor à cordes n°3 Shadows
- 2016, Fterà II pour clarinette basse, violoncelle et piano
- 2016, Trio basso pour clarinette basse, violoncelle et contrebasse

### Musique soliste
- 2001, Requiem pour violoncelle « à la mémoire d'Hélène »[2]
- 2003, Styx pour clarinette
- 2005, Una Melodia pour violoncelle solo
- 2013, Draft I pour accordéon
- 2014, Draft II pour violon
- 2014, Draft III pour alto
- 2017, Draft IV pour violoncelle

### Œuvres avec électronique
- 2005, Chaostika pour percussion et électronique enregistrée
- 2007, Art of metal II pour clarinette contrebasse métal et électronique
- 2009, Quatuor à cordes n°1 Scratches pour quatuor à cordes et électronique
- 2012, Inferno pour grand orchestre et électronique

### Musique vocale et chorale
- 2004, Litaneia pour soprano et trois flûtes, clarinette et percussions
- 2006, Ni l'un ni l'autre pour un couple de danseurs, mezzo-soprano, violoncelle et saxophone
- 2009, Rilke Fragment pour chœur
- 2018, Le Papillon noir pour actrice-chanteuse, chœur et 13 instruments